# Кућа издавача и књижара Геце Кона у Београду
Кућа издавача и књижара Геце Кона у Београду се налази у Кнез Михаиловој улици 12 и има статус споменика културе од 1979. године.

## Изглед зграде
Зграда је саграђен 1928. године за браћу Петра и Милована Матића, према пројекту архитекте Радослава Тодоровића. Зграда је првобитно подигнута као троспратна, а доградњом четвртог спрата, тридесетих година прошлог века, висински је усклађена са суседним објектом на парцели у Чика Љубиној улици број 1. Фасада зграде обликована је у академском стилу са елементима романтизма на балконима. Све до 1990. године, када је реконструисана, садашња књижара издавачког предузећа „Просвета” која носи име „Геца Кон”, чувала је свој првобитни изглед.
Године 2009. кућа је поново утврђена за споменик културе. Тада су утврђене и мере заштите овог објекта:
1. очување аутентичне намене локала у приземљу у функцији књижарске делатности;
2. очување ентеријера у мери у којој је то могуће, враћањем аутентичних елемената који недостају;
3. функционалну диспозицију простора књижаре решавати у функцији изложбеног и продајног простора. У простору књижаре обезбедити и меморијално место са акцентом на личност и дело Геце Кона;
4. очување изгледа, хоризонталне и вертикалне регулације објекта;
5. ажурно праћење стања објекта;
6. забрана постављања клима уређаја на уличну фасаду;
7. забрана радова који могу угрозити статичку стабилност споменика културе;
8. инсталирање громобранских уређаја и уређаја за заштиту од пожара.

После обнављања књижара је отворена у фебруару 2021. Током обнове књижари је враћен изглед ентеријера и излога какав је имала за време живота Геце Кона.

## Прва књижара у Београду
Геца Кон је 1932. године откупио кућу од првобитних власника и отворио у њој књижару под називом „Издавачка књижарница Геце Кона“, која је постала једна од најбоље снабдевених трговина те врсте на Балкану. Под тим именом радила је до пред крај Другог светског рата.
Геца Кон је доживео судбину многих београдских Јевреја — 1941. године он и цела његова породица страдали су у холокаусту. Датум и место смрти Геце Кона, као ни место где је сахрањен нису познати.
Крајем 1941. немачке власти су, претходно конфискујући целокупну имовину Геце Кона, продале „Издавачко предузеће Геца Кон” издавачкој кући „Југоисток” за 24 милиона динара, док су за комесара „Југоистока“ поставиле Адолфа Мостбека, некадашњег представника бечке фирме „Urban & Schwarzenberg” за Хрватску и Србију. По налогу управника Националне библиотеке у Бечу Паула Хајсла Мостбек 1942. године пребацује преко шест хиљада нових књига из магацина издавачке куће Геце Кона у Националну библиотеку у Беч, а такође и у Народну библиотеку у Берлину, Минхену, Бреслау и Лајпцигу. До августа 1943. на овај начин однето је укупно 7500 књига на српском језику, које су биле Коново власништво.
После ослобођења Београда, 1944. године, Влада Народне републике Србије донела је одлуку да се „Издавачка књижарница Геце Кона” (за време рата и окупације власништво издавачке куће „Југоисток”), као и његова породична кућа у Добрачиној 30, где су се налазили штампарија и магацин књига, национализују. Тако су ове зграде прешле у власништво новог предузећа „Просвета”, које је преузело и сва издања Геце Кона. Наредне године власти су конфисковале сву преосталу имовину и предале је у посед новооснованом предузећу.
Кућа је проглашена за споменик културе као место које се везује за личност и деловање Геце Кона, једног од најзначајнијих културних и просветних посленика и место окупљања водећих интелектуалаца тога времена, представља важно сведочанство успона културног и друштвеног живота Београда између два светска рата.